# U-Bahnhof Britz-Süd

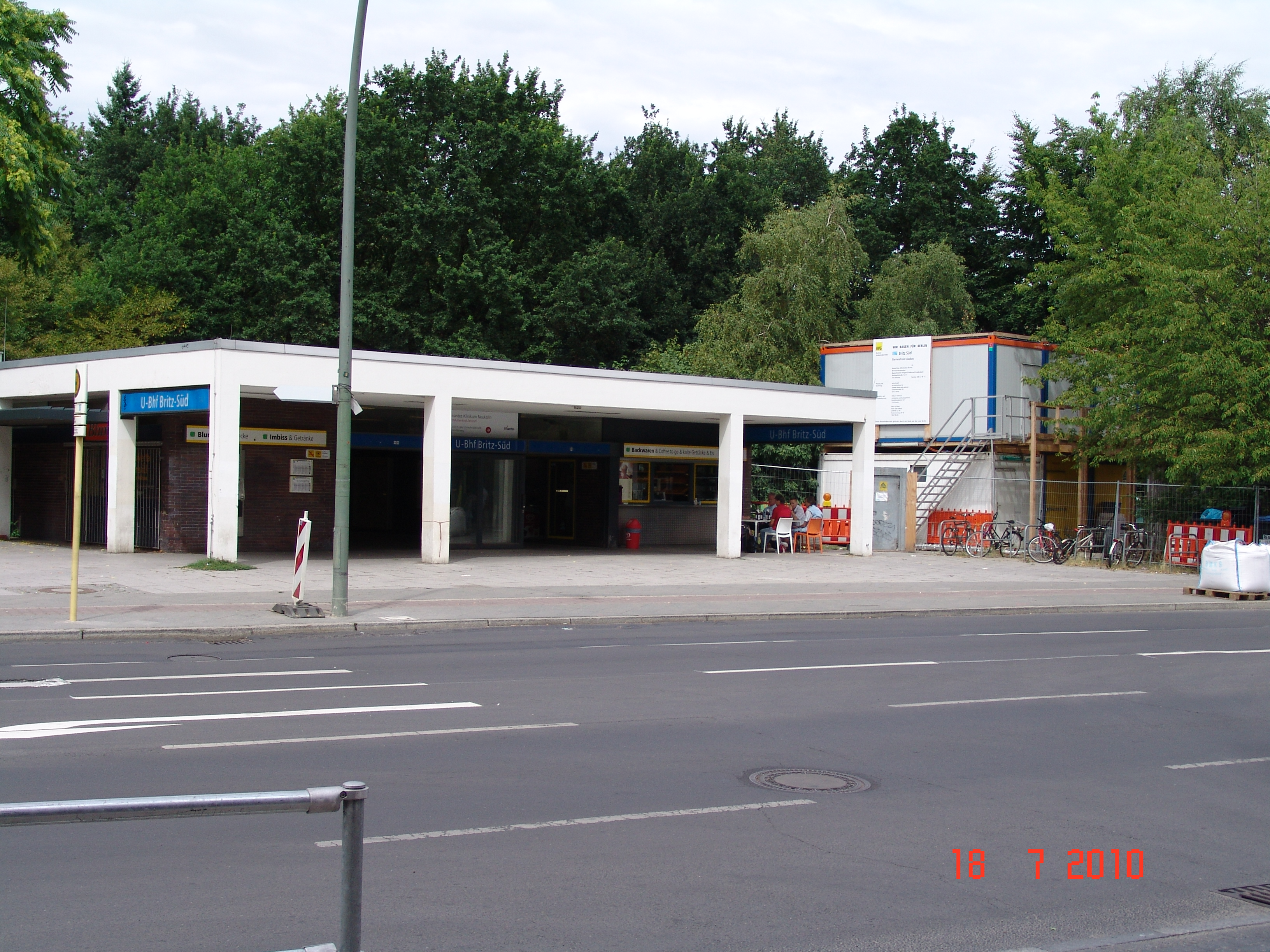
Bahnhofseingang an der Gutschmidtstraße

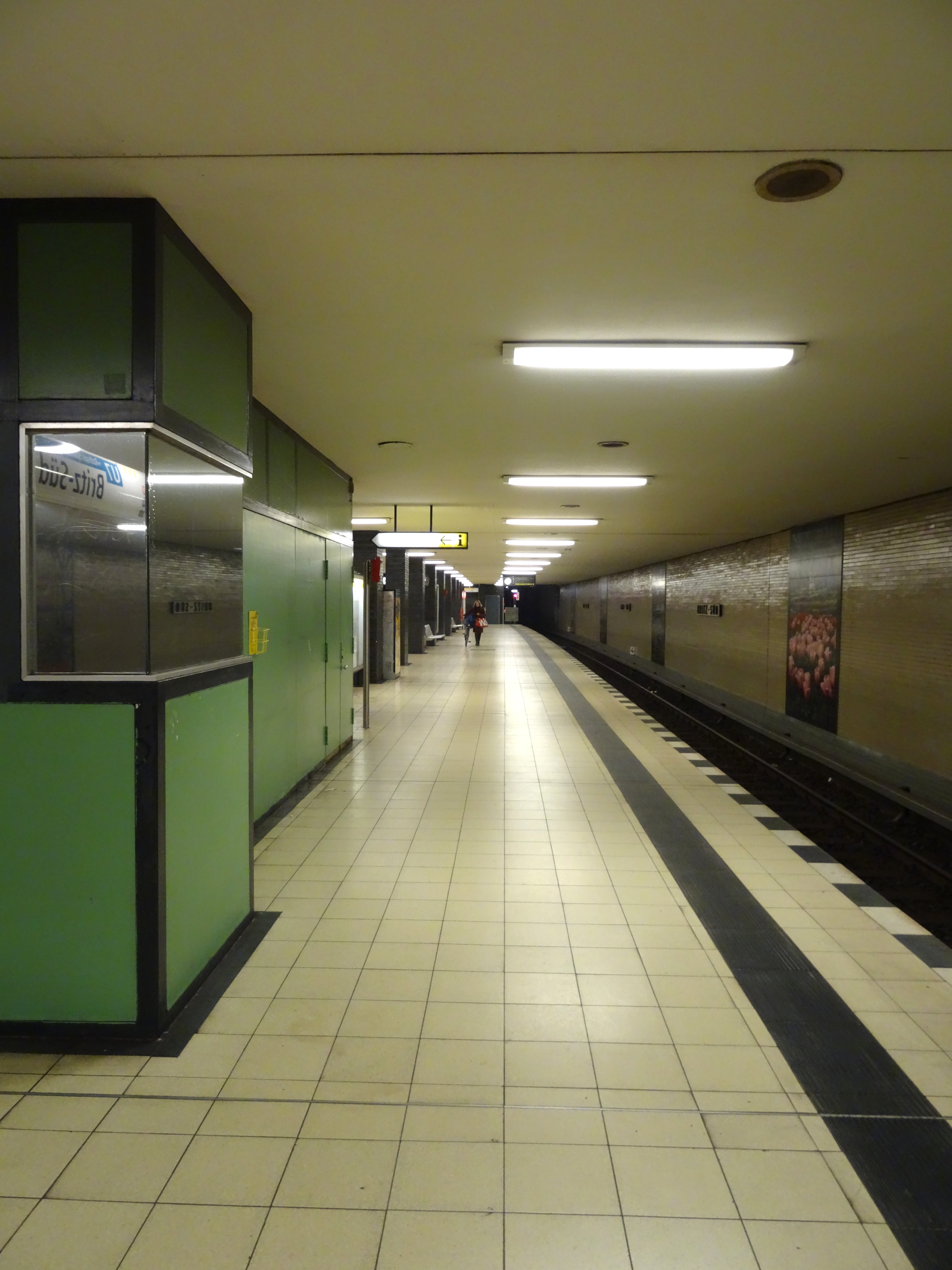
Bahnsteig

Der U-Bahnhof Britz-Süd ist eine Station der Berliner U-Bahn-Linie U7. Er befindet sich im Ortsteil Britz nördlich der Gutschmidtstraße parallel zur Fritz-Reuter-Allee. BVG-intern wird der U-Bahnhof unter dem Kürzel Br geführt.

## Geschichte und Ausstattung
Der Bahnhof wurde am 29. September 1963 im Zuge der Verlängerung der Linie CI in Richtung Gropiusstadt als zwischenzeitliche Endstation eröffnet. Seit dem 1. März 1966 erfolgt die Bedienung über die Linie U7.

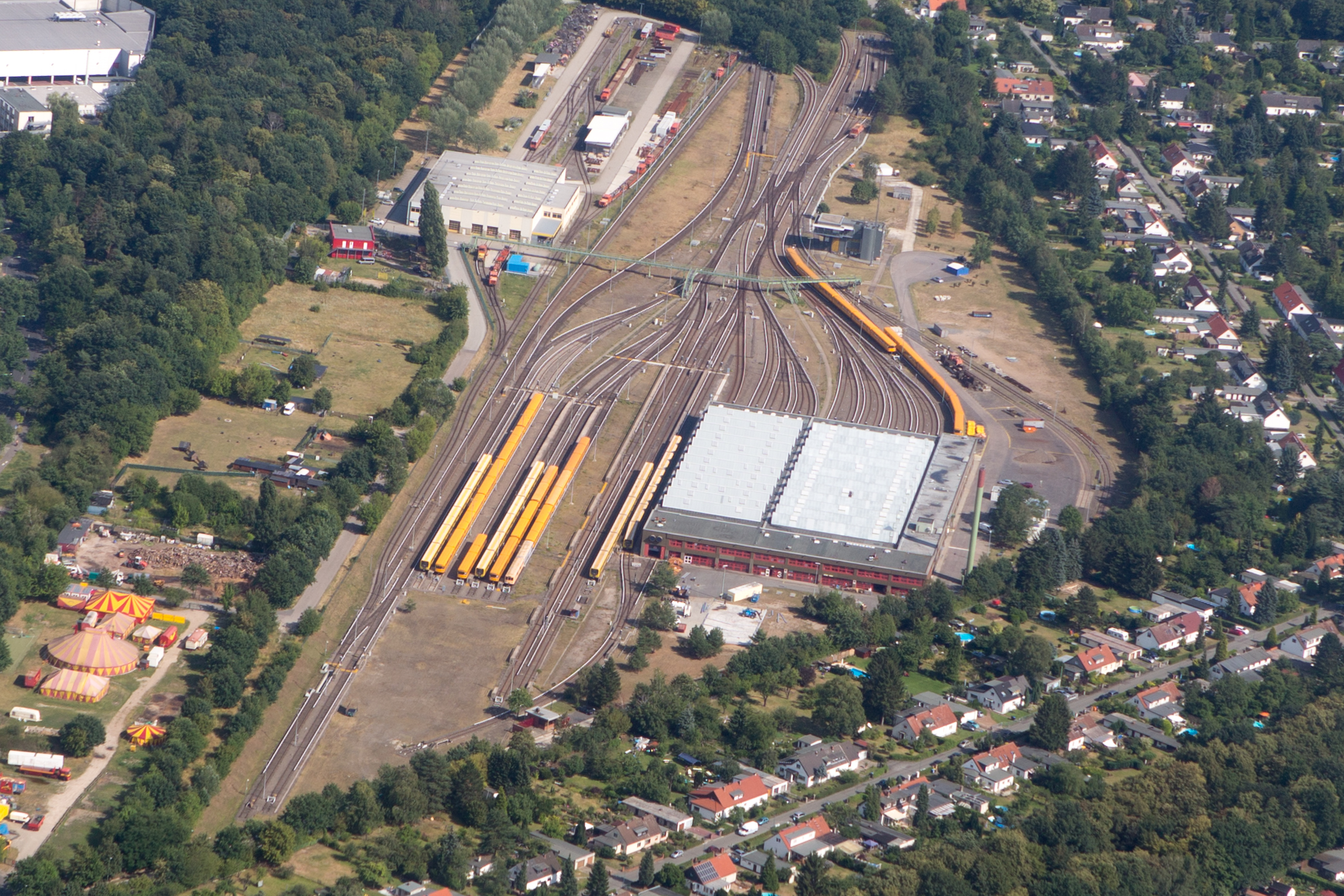
Betriebswerkstatt der BVG

Der Bahnhof verfügt über einen Mittelbahnsteig in einfacher Tieflage mit Ausgängen an beiden Bahnsteigenden. Der ältere südliche Ausgang führt in eine Vorhalle an der Gutschmidtstraße, der nördliche Ausgang wurde im Zuge von Sicherheitsmaßnahmen der Berliner Verkehrsbetriebe, die zwei Ausgänge an jedem U-Bahnhof vorsah, am 3. September 2003 eröffnet und führt zum Parkgelände oberhalb der Strecke. Die Wände sind mit ocker-oliv-farbenen Fliesen versehen, die grau gesockelt sind. Die Bahnsteigstützen sind ebenfalls in grau gehalten, die Aufbauten sind olivgrün. Entworfen wurde das Bauwerk von Werner Düttmann.
Am 2. Januar 1970 wurde die Linie von Britz-Süd aus weiter zum Zwickauer Damm verlängert.
Nördlich schließt sich eine eingleisige sowie südlich eine zweigleisige Kehranlage an. Zwei weitere Gleise fädeln in südlicher Richtung seitlich von den Hauptgleisen aus und führen zu der im Januar 1971 eröffneten Betriebswerkstatt Britz.
Seit dem 22. Oktober 2010 gibt es am stadtauswärts führenden Bahnsteigende eine Aufzugsanlage für mobilitätseingeschränkte Fahrgäste, sodass der Bahnhof barrierefrei zugänglich ist. Die Baukosten beliefen sich auf 900.000 Euro.

## Anbindung
| Linie | Verlauf |
| ----- | --- |
|       | Rathaus Spandau – Altstadt Spandau – Zitadelle – Haselhorst – Paulsternstraße – Rohrdamm – Siemensdamm – Halemweg – Jakob-Kaiser-Platz – Jungfernheide – Mierendorffplatz – Richard-Wagner-Platz – Bismarckstraße – Wilmersdorfer Straße – Adenauerplatz – Konstanzer Straße – Fehrbelliner Platz – Blissestraße – Berliner Straße – Bayerischer Platz – Eisenacher Straße – Kleistpark – Yorckstraße – Möckernbrücke – Mehringdamm – Gneisenaustraße – Südstern – Hermannplatz – Rathaus Neukölln – Karl-Marx-Straße – Neukölln – Grenzallee – Blaschkoallee – Parchimer Allee – Britz-Süd – Johannisthaler Chaussee – Lipschitzallee – Wutzkyallee – Zwickauer Damm – Rudow |

Am U-Bahnhof bestehen Umsteigemöglichkeiten zu den Omnibuslinien M46 und 181 der BVG.